# Reto Müller (Rossiniforscher)
Reto Müller (* Februar 1964 in Basel) ist ein Schweizer Sammler und Opernforscher, speziell der Werke von Gioachino Rossini.

## Leben
Müller war zunächst 25 Jahre als Betriebsdisponent/Fahrdienstleiter bei den Schweizerischen Bundesbahnen (SBB) beschäftigt und bereits in dieser Zeit als Opernforscher aktiv. 2010 gab er den Brotberuf auf und ist seither als Experte für Musiktheater und Belcanto-Opern, speziell die Werke von Rossini tätig.
Auf die Erforschung der Werke Rossinis konzentriert er sich seit 1979 und sammelt und forscht in dem Umfeld. Müller verfasste zahlreiche Beiträge und Rezensionen für Publikationen der Rossini-Gesellschaften, Fachorgane zum Musiktheater und ist vielfach Programmheft-Autor.
Bei der Deutschen Rossini Gesellschaft (DRG) ist Müller seit 1990 Mitglied und seit 1996 deren geschäftsführender Vorsitzender.
Beim Festival Rossini in Wildbad ist Müller seit 1991 in beratender und organisatorischer Funktion aktiv. Ein Jahr später begann er zugleich bei der Fondazione Rossini in Pesaro als freier Mitarbeiter (seit 2011 Mitglied und Sekretär des wissenschaftlichen Beirats der Fondazione Rossini).
Müller ist Mitglied im Patronats-Komitee des Fördervereins „Grand Opera Wilhelm Tell“, die Freilichtaufführungen des Guillaume Tell auf dem Rütli organisiert.
Am 1. Dezember 2018 wurde Müller seitens der Philosophisch-historischen Fakultät der Universität Bern der Titel eines Doktor honoris causa verliehen.

## Ausstellungen (Kurator)
- Rossini a Napoli, Teatro di San Carlo, Neapel; Dezember 1991 bis Januar 1992.
- Rossini im Portrait, Foyer der Staatsoper Stuttgart; 15. Mai bis 1. Juli 1993.
- Hommage an Rossini, Galerie im GENO-Haus Stuttgart; 9. Juni bis 7. Juli 1999.
- Hommage an Rossini, Trinkhalle Bad Wildbad; 11. bis 25. Juli 1999.

## Publikationen
Herausgeberschaft
- (als DRG-Schriftführer von 1993–96): Bollettino del Centro Rossiniani di Studi und Lettere e Documenti
- DRG-Mitteilungsblatt und Jahreszeitschrift La Gazzetta (Herausgeber)
- mit Bernd-Rüdiger Kern (Hrsg.): Rossini in Paris. Tagungsband. Eine Veranstaltung des Frankreichzentrums der Universität Leipzig in Zusammenarbeit mit der Deutschen Rossini-Gesellschaft e. V. Veröffentlichungen des Frankreich-Zentrums (Bd. 8) und Schriftenreihe der Deutschen Rossini-Gesellschaft e. V. (Bd. 4), Leipzig 2002, ISBN 3-935693-76-1.
- Hommage an Rossini. Kommentierter Katalog in Hommage an Rossini, 1999
- Über Amadeus Wendt und das erste deutsche Rossini-Buch, in Stendhal/Wendt: Rossini's Leben und Treiben, 2003
- Rossini und das Libretto – Hinweise in Briefen und Dokumenten, in Rossini und das Libretto. Tagungsband, 2010

Beiträge
- Rossini e Hiller attraverso i documenti e gli scritti, in: Bollettino del Centro Rossiniano di Studi, 1992
- Rossini nel giudizio di Amadeus Wendt, in: Bollettino del Centro Rossiniano di Studi, 1999
- Die Urfassung von Rossinis ‘Stabat Mater‘, in: Rossini in Paris, 2002
- Rossini in Bad Kissingen, in: La Gazzetta, 2003
- Rossinis 'Messa di Gloria' und das Musikleben Neapels von 1819/20 in der Wahrnehmung des sächsischen Komponisten Carl Borromäus von Miltitz, in: La Gazzetta, 2012
- Lo ‘Stabat Mater’ del 1832: Rossini (e Tadolini) alla crociata del ‘Mufti‘, in: Quaderni della Fondazione Donizetti, 44, 2015

Programmhefte (Auswahl)
- ‘La Cenerentola‘. Der Triumph der Güte, Programm Rossini in Wildbad, 2010

Libretto-Editionen
- Gioachino Rossini: Guillaume Tell (Wilhelm Tell) (Operntexte der Deutschen Rossini Gesellschaft), 2. Juli 2013
- Gioachino Rossini: Il viaggio a Reims ossia L'albergo del Giglio d'Oro (Die Reise nach Reims oder Das Hotel zur goldenen Lilie) (Operntexte der Deutschen Rossini Gesellschaft), 25. Juni 2014 (mit Luigi Balochi)
- Gioachino Rossini: Bianca e Falliero (Operntexte der Deutschen Rossini Gesellschaft) broschiert, 18. Mai 2015
- Gioachino Rossini: Sigismondo (Sigismund) (Operntexte der Deutschen Rossini Gesellschaft), 4. Februar 2016